# Emile Rommelaere
Emile Rommelaere (Bruges, 27 mars 1873 - Westkapelle, 21 novembre 1961) était un peintre belge appartenant à l'école de Bruges.

## Biographie
Il a étudié à l'Académie des beaux-arts de Bruges (1884-1891) dirigée par Louis de la Censerie, puis à l'Académie royale des beaux-arts d'Anvers (à partir de 1891) avec Albrecht De Vriendt. Il a participé au prix de Rome en 1895. En 1895, il retourne à Bruges où il enseigne à l'académie. Il est resté en poste jusqu'à sa démission en 1942. Léon Dieperinck était l'un de ses étudiants.
Il a peint des portraits, des scènes historiques et bibliques, des scènes de genre, des paysages urbains et des paysages. Il a aidé son professeur Albrecht De Vriendt dans la réalisation de peintures murales dans la salle gothique de la mairie de Bruges. À la mort d'Albrecht De Vriendt, la direction de ces travaux a été reprise par Julien De Vriendt.
Rommelaere a présenté des expositions individuelles à la salle Taets (Gand) et à la galerie San Salvador (Bruges).

## Musées
- Bruges, musée Groeninge
- Bruges, cour provinciale : Portrait du gouverneur J. De Béthune.